# Bjørn Nielsen
Bjørn Nielsen est un joueur d'échecs danois né le 4 octobre 1907 à Gentofte et mort le 21 mai 1949 à Herning.

## Biographie et carrière
Nielsen fut quatre fois champion du Danemark (en 1941, 1942, 1944 et 1946). En 1947, il finit premier ex æquo avec Jens Enevoldsen puis perdit le match de départage. En 1949, il finit à premier ex æquo avec Paul Hage, puis mourut avant de pouvoir disputer le match de départage.
Bjørn Nielsen représenta le Danemark lors de deux premières olympiades d'échecs officielles de 1933 et 1935 ainsi que lors de l'olympiade d'échecs officieuse de 1936 en Allemagne. Lors de l'olympiade d'échecs officieuse de 1936 à Munich, il remporta la médaille d'or individuelle au troisième échiquier avec une marque de 11,5 points sur 15, avec des victoires sur Crépeaux (France), Asztalos (Yougoslavie), Danchev (Bulgarie), Monticelli (Italie), Grob (Suisse) et Engels (Allemagne).
Il termina 5e-6e avec 9 points sur 15, ex æquo avec Kurt Richter, du très fort tournoi international de Munich en janvier 1941 remporté par Stoltz (12/15) devant Alekhine et Lundin (10,5/15) suivis de Bogoljubov (9,5/15).
Il est l'auteur d'un livre : Nimzowitsch, Danmarks Skaklærer ; 100 partier forsynet med stormesterens egne kommentarer og skakcauserier, L/N 3321, Dansk Skakforlag Aalborg, 1945.